# Zucker, Abrahams en Zucker
Zucker, Abrahams en Zucker (Zucker, Abrahams and Zucker of ZAZ) is een filmmakerstrio bestaand uit David Zucker, Jim Abrahams en Jerry Zucker. Hun typische stijl kenmerkt zich door serieus gebrachte absurde dialogen met vaak visuele grappen in de achtergrond, een hoge grapdichtheid, persiflage, en het doorbreken van de vierde wand. Ze braken in 1980 door met Airplane!, een kenmerkend voorbeeld van het genre. 
De drie zijn opgegroeid in Shorewood (Wisconsin) en kennen elkaar van jongs af aan. Ze bezochten dezelfde middelbare school waar af en toe aan wordt gerefereerd in hun werk. Tijdens hun studie aan de Universiteit van Wisconsin-Madison vormden ze een theatergroep genaamd Kentucky Fried Theater, waar de film The Kentucky Fried Movie uit is ontstaan, in 1977 geregisseerd door John Landis.